# مسکیتول
مسکیتول (به انگلیسی: Mesquitol) با فرمول شیمیایی C۱۵H۱۴O۶ یک ترکیب شیمیایی با شناسه پاب‌کم ۱۱۰۳۳۵۸۲ است؛ که جرم مولی آن ۲۹۰٫۲۶ g/mol می‌باشد.